# Ludwig von Kosiack
Ludwig von Kosiack (slowenisch Ludvik / Ludovik Kozjaški), der letzte männliche Vertreter seines Geschlechts, lebte in der Zeit von ca. dem Jahr 1435 bis 1476. Er entstammte einer der ältesten Familie aus dem Ritterstande in Krain – erste urkundliche Erwähnung 1274, zuletzt 1495. Der Stammsitz war die in Unterkrain gelegene Burg Kosiack (slowenisch: grad Kozjak). Die Blütezeit der Kosiacker war das 14. Jahrhundert, als viele Herren von Kosiack in den unterschiedlichsten Urkunden und Briefen zu finden waren. Sie waren Ministerialen der Grafen von Cilli und der Grafen von Görz, danach der Habsburger. In alten Urkunden ist auch die Schreibweise Cozziakch oder Cozyach zu finden; Valvasor schreibt: Kosiackh.

## Wappen
Schild gespalten von Silber und Rot mit drei (2:1) Ringen in gewechselten Farben. Auf dem Schild ein Kübelhelm; Helmdecken: rot, schwarz; Helmkleinod: ein rot-silberner Ring mit roter Feder. (Wappen des Hanns von Kosiack, um 1400).

## Vita

### Familie
Aus Urkunden geht hervor, dass Ludwig drei Töchter hatte: Apollonia, Ehefrau Ladislaus von Radmannsdorfs (slowenisch: Radovljica, heute Ort in Oberkrain), und Katharina, verheiratet (1495) mit Johann Gradner. Sie verkauften 1488 die Herrschaft Treffen (slowenisch: Trebnje, heute Ort in Unterkrain), die Ludwig 1452 von Agnes, der Tochter Nikolai von Kosiacks und Witwe Paul Meltzers, erworben hatte, an Siegmund von Pyrsch. Maria, eine weitere Tochter, sie scheint die Herrschaft Kosiack geerbt zu haben, heiratete Pankraz Sauer, den Sohn von Georg (Jobst) Sauer und der Christina Freiin von Weltz.
Im Jahre 1472 finden wir Ludwig als Verwalter und Burghauptmann der Festung Maichau (Mehovo in Unterkrain) im Dienste Habsburgs. Da damals die Raubzüge der Türken mit zumeist verheerenden Auswirkungen für Kärnten, Krain und für die Steiermark ihren Höhepunkt erreicht hatten, wurde Ludwig im Zuge von dringend erforderlich gewordenen Gegenmaßnahmen zum Feldhauptmann von Krain ernannt.

### Gefecht am 24. August 1475 bei Rann (Brežice) an der Save
Im Jahre 1475 ereilte Ludwig von Kosiack das gleiche Schicksal wie ein Jahr zuvor zwei andere Kosiacker, er geriet in türkische Gefangenschaft. Die Mitte des 15. Jahrhunderts war die Zeit der massivsten Einfälle der Türken in Kärnten, Steiermark und in Krain. Trotz unterschiedlicher Interessen galt es in diesem Fall, sich gemeinsam gegen den „Erbfeind“ zu wehren. Als die Türken im August 1475 aus Bosnien kommend bereits zum dritten Mal in jenem Jahr die Südsteiermark heimsuchten, gelang es dem eilig aufgestellten steirischen und kärntnerischen Aufgebot unter der Führung des Kärntner Feldhauptmanns, Georg Schenck, vorerst eine kleinere türkische Abteilung, die die Drau (slowenisch Drava) aufwärts streifte, zu stellen. An die zweihundert Türken wurden niedergemacht, der Rest bis nach Rann an der Save (slowenisch Sava) zurückgedrängt. Dort stieß das Aufgebot Krains unter Ludwig von Kosiack hinzu. Das gesamte Aufgebot, das nun unter dem Kommando Georg Schenks stand, wird auf 450 Mann beziffert.
Doch schon kurze Zeit darauf rückte Achmed Pascha mit 12.000 weiteren Reitern an. Am 24. August prallten die gegnerischen Parteien aufeinander. Achmed Pascha, der für die zuvor erlittene Niederlage Rache nehmen wollte, griff das zahlenmäßig weit unterlegene Truppenaufgebot Georg Schencks an. Die Kaiserlichen wehrten sich heftig. Sie streckten 2000 Türken nieder, bis dann schließlich die türkische Übermacht obsiegte. Schencks Bewaffnete, deren Kräfte nachließen, mussten den anstürmenden Türken weichen. Achmed Paschas Reiter setzten den Flüchtenden nach und erschlugen oder erwürgten an die 400 von ihnen.

#### Verluste

##### Gefallene (nach Valvasor)
Andree Nerringer, Muerecker, Luntz v. d. Heyde, Winkler, Hornberger, Platzer, Hanns Gradenecker, Wilhelm Gräse, Christoph Marschalk, Eckensteiner, Bernard Harracher, zwei Gerumpfe, Potschj, Christoph Radmanndorfer, N(iklas?) Rauber, Georg Halnecker, Caspar Reichenberger, Pruckendörfer, Caspar und Christoph von Lamberg, Wilhelm Gall, ein Egger, zwei Mordaxe, ein Mindorfer, Christoph Radmannsdorfer und Georg Rauber. Valvasor beruft sich auf Wolfgang Lazius, 6. Buch und Megiser, l. 10. c. 22;

##### Gefangene (nach Valvasor)
(Eingeklammert hinter dem Namen ist die Höhe des geforderten Lösegeldes in Gulden)
Die Masse der Anführer, darunter auch Ludwig von Kosiack (2000 G.) und Georg Schenck (4000 G.) geriet in Gefangenschaft. Ferner: Georg von Himmelberg (2000 G.), Wilhelm Gall (1000 G.), Mert von Ditrichstein (500 G.), N. Neppelsperger (500 G.), Ludwig Mordax (800 G.), N. Winkler (300 G.), N. Tattenpeck (Tattenbach) (300 G.), N. Mitterecker (200), N. Kapfensteiner (100), Reisiger Juckler (500 G.), Hanns Goljenz (Golienz, Kolenz) (500 G.), Balthasar, ein Diener Georg Auerspergs (400 G.), Andreas Hohenwarther (600 G.), Otto Semenitsch, Egel von Schwaben, Hanns Sitticher, Lasser, Zungel, Liechtenberger, Hornpogner, Georg Schweinpeck, Andree Weispriach, Wilhelm Saurer. Alle Gefangenen wurden zunächst in das Gefängnis von Serinvar (Zrinyistadt) verschleppt.
Für Georg Schenck mussten 4000 Gulden aufgebracht werden. Da dies nicht gelang, soll er von den Türken hingerichtet worden sein. Ähnliches Schicksal erlitten Sigmund von Polheim, Andreas Gutensteiner, Matthes Mindorfer und Heinrich Prüeschenck, sie wurden nach Konstantinopel (Istanbul) verbracht, wo sie ihr Leben im Gefängnis beendeten.

### Letzte Jahre
Ein Jahr später wurde Ludwig zwar gegen ein Lösegeld von 2000 Gulden freigekauft, da er jedoch ein vortrefflicher und tapferer Ritter, und somit den Türken schon immer ein Dorn im Auge gewesen war, wurde angenommen, seine „Gastgeber“ hätten ihm vor seiner Freilassung ein langsam wirkendes Gift verabreicht. Nach seiner Heimkehr auf Kosieck nämlich verfiel er zusehends und starb dort auch bald darauf. Vor seinem Tod noch trat er an das Sitticher Kloster die Advokatur über sechs Höfe ab, die dem Kloster bereits von seinen Altvorderen geschenkt worden waren. Er wurde in der Klosterkirche zu Sittich beigesetzt. Der Grabstein, vermutlich ein Opfer zahlreicher Umbauten längst verschollen, lag seitlich neben dem kleinen Tor, durch das man vom Kirchhof ins Kircheninnere gelangt. Die dort eingemeißelte Jahreszahl war schon zu Valvasors Zeiten nicht mehr lesbar. Mit ihm erlosch eines der ältesten Adelsgeschlechter Krains.

## Besitz
Die Burg Kosiack, von der nur noch spärliche Reste erhalten geblieben sind, erscheint vom 13. Jahrhundert an als Stammsitz des gleichnamigen Rittergeschlechts. Die derzeit bewaldete Anhöhe Kozjak (456 m), auf der die Burg einst erbaut worden war, liegt knappe vier Kilometer südlich des Autobahn Ljubljana - Zagreb, etwa zwei Drittel des Wegs von Ljubljana und einen Drittel von Novo mesto entfernt.
Besitzer waren: 1274 Ulrich v. K., 1317–1329 Ortolph v. K., 1388 Rutlieb v. K., 1401–1403 Albert v. K., 1410–1415 Hermann v. K., 1422 NN. v. K., Vater Georgs und Wilhelms v. K., 1427–1447 Georg v. K. und zuletzt 1475 Ludwig v. K.
Nach dem Erlöschen der Kosiacker kam deren Wappen und die Burg an derer von Sauer, ihre nächsten Verwandten, die sich danach „Herren Sauer zum Kosiek“ nannten. Franz von Sauer verkaufte Kosiack 1611 an Johann Friedrich von Rauber. Die letzten Besitzer waren die Auersperg; zu Valvasors Zeiten war das Ferdinand Fürst von Auersperg gewesen. Kosiack, einst mit einer hohen Ringmauer und mehreren Rundtürmen stark befestigt, war zu Valvasors Zeiten bereits unbewohnt und in einem schlechten baulichen Zustand gewesen. Valvasor leitet die Bezeichnung Kosiack vom slowenischen Wort „koza“ ab, das Geis oder Ziege bedeutet; Kosiack würde demnach „Geis- oder Ziegenstall“ bedeuten.

## Genealogie
Ulrich von Kosiack,
um 1274 Inhaber der Herrschaft Kosiack
Kinder (des Ulrich)
1. Ortholph, um 1329, Inhaber von Kosiack,
2. Matthias (Matthäus, Mathey), um 1332
3. Otto (Öttl), um 1341

NN
1. Rutlieb, † 1384, stiftete zusammen mit Heinrich Gall die St. Jakobs-Kapelle in Laibach, ⚭ Elsa von der Dörr (1. ⚭ Niklas / Konrad III. von Gallenberg),
2. Adelheid, 1382 verkaufte sie ihr Dorf Veliki Ločnik an die Auersperg, ⚭ Eberhard (von) Poudlogar (Podloger),
3. Elisabeth, 1. ⚭ Niklas Golienz (Kolenz), 2. ⚭ Heinrich Gall von Gallenstein auf Liebeck
NN
1. Albert, um 1388 Burggraf auf Landestrost, ⚭ Margaretha von Katzenstein, † beide um 1418
Sohn (des Albert)
Hermann der Jüngere, Burggraf auf Samobor, ⚭ Agnes von Erkhenstein, T. d. Hermann v. E. und der NN.
2. Johann, um 1388/1406
Kinder (des Johann)
1. Wilhelm, 1420–1430 Pfarrer zu Weißenkirchen und Archidiakon in der Windischen Mark,
2. Georg (Jörg), Burggraf auf Samobor
NN
Ludwig, 1472 Pfleger auf Maichau, letzter männliche Nachkomme seines Geschlechts, ⚭ Elisabeth Gräfin von Serin (Zrinyi),
Kinder (des Ludwig)
1. Apollonia, ⚭ Ladislaus von Radmannsdorf (Radovljica),
2. Katharina, ⚭ Johann Gradner, um 1495,
3. Maria, Erbtochter, ⚭ Pankraz Sauer, Sohn des Georg (Jobst?) von Sauer und der Christine Freiin von Weltz. Mit dieser Heirat ging die Herrschaft Kosiack mit Wappen an die Familie von Sauer.

## Legende
Etwa drei Kilometer westlich von Kosiack erhob sich auf einem anderen Hügel Schönberg (slowenisch Šumberk, Sela Šumberk), die Festung der krainischen Schönberge, die die nächsten Nachbarn der Kosiacker waren. Der Volksmund überlieferte folgende Legende: In grauer Vorzeit sollen zwei Brüder die beiden Burgen zur gleichen Zeit erbaut haben. Da sie jedoch nur einen Hammer hatten, musste der eine die Steine stapeln und der andere behauen.

## Josip Jurčič
Josip Jurčič (* 4. März 1844 Muljava / Mulau bei  Sittich; † 13. Mai 1881 Laibach / Ljubljana), ein slowenischer Schriftsteller, verarbeitete in seiner historischen Erzählung „Jurij Kozjak - slovenski janičar“ (Georg Kosiacker, der slowenische Janitschare, Klagenfurt 1864), in dichterischer Freiheit die von Valvasor beschriebenen Ereignisse: Raubzüge der Türken 1475, Gefangennahme Ludwig von Kosiacks und Georg Schencks, Überfall auf das Kloster Sittich und die Kirche in Mulau (Muljava). Die Kosiacker werden als eine slowenische Familie angesehen. Ein Phänomen, das in breiten Schichten der slowenischen Bevölkerung zu beobachten ist: alteingesessene Adelsgeschlechter fremdländischer Herkunft mit Verdiensten für das Land Krain werden gefühlsmäßig als Krainer und nicht ausdrücklich als Deutsche oder Italiener angesehen, obwohl Begriffe wie Adel, deutsch, auch italienisch innerlich abgelehnt und als Synonyme für Obrigkeit und jahrhundertelange Unterdrückung empfunden wurden. Ähnliche innerliche Verbundenheit stellt man fest mit den Auersperg / Turjaški (Turjačani), den Rauber / Raubarji, den Valvasor und anderen.